# Éryximaque
Sauf précision contraire, les dates de cet article sont sous-entendues « avant l'ère commune » (AEC), c'est-à-dire « avant Jésus-Christ ».
Éryximaque, fils d'Acoumène (grec : Ἐρυξίμαχος Ἀκουμένου Eruxímachos Akouménou), né vers 448 av. J.-C. et mort à fin du Ve siècle ou au début du IVe siècle av. J.-C. est un médecin athénien principalement connu comme l'un des convives du Banquet de Platon. Il est probable qu'il ait été inculpé pour avoir pris part à la mutilation des statues d'Hermès, l'affaire des hermocopides qui fit scandale à Athènes pendant la guerre du Péloponnèse . 

## Biographie
Fils du médecin Acoumène, Éryximaque naît au milieu du Ve siècle av. J.-C. Le dialogue Protagoras, qui se déroule en 433 ou 432, montre son étroite amitié avec Phèdre, un disciple de Socrate, amitié qui dure toujours 15 ans plus tard dans la période dramatique du dialogue Phèdre. Sa fortune et son rang social précis ne sont cependant mentionnés dans aucune des sources existantes. 
Selon Andocide qui cite ce nom dans son discours Sur les Mystères, Éryximaque aurait fait partie des inculpés dans les affaires des hermocopides et de la parodie des mystères d'Éleusis, deux événements tumultueux à la veille de la malheureuse expédition sicilienne de 415 . Bien que rien n’indique que cet Éryximaque soit bien le médecin dont parle Platon, on en a de nombreuses preuves indirectes, y compris le rôle historique attesté de Phèdre dans ces affaire et son apparition dans le Banquet aux côtés d'autres personnalités impliquées . On ignore s'il figurait aussi parmi les personnes condamnées et exécutées après ces affaires, mais les documents historiques ne parlent plus de lui par la suite.

## Personnage de dialogues de Platon
Présent mais silencieux dans le Protagoras et seulement brièvement mentionné dans le Phèdre , c’est dans le Banquet qu’il joue le rôle le plus important. Il est celui qui propose la discussion prolongée sur le dieu Eros et les phénomènes associés à ce dieu et y participe de manière significative. Dans son intervention, il utilise un langage médical pour décrire les aspects physiques de l'amour en termes prosaïques. 
Certains ont qualifié le personnage platonicien d'arrogant, de pédant ou de comique,, tandis que autres ont défendu son rôle de contributeur sérieux à la discussion ou ont même attribué à ses arguments médicaux une certaine valeur dans la philosophie platonicienne traditionnelle.